# الطور (فلسطين)
الطور قرية مقدسية - فلسطينية تتبع محافظة القدس وهي في الجانب الشرقي لمدينة القدس الذي وقع تحت الاحتلال الإسرائيلي في حرب 1967.

## التاريخ والجغرافيا
أقيم حي الطور على أراضي جبل الزيتون الواقعة شرقي البلدة القديمة وجنوب جبل المشارف (سكوبس)، يرتفع الحي حوالي 826 عن سطح البحر. وتبلغ مساحته 2000 دونم، كما يضم أحياء صغيرة كالشياح والحردوب والشيخ عنبر والصوانة والخلة وبيت فاجي والدبة والسهل الجديد، ويصل عدد سكانه إلى 25 ألف نسمة. غالبية السكان يدينون بالديانة الإسلامية، بالإضافة إلى عدد من القائمين على الأماكن المسيحية المقدسة وما يقارب 80 عائلة مسيحية. يوجد في الحي ثلاثة مستشفيات، وفندقين وعدة كنائس ذات أهمية دينية كبيرة، ويعد الحي أحد الاحياء التي تربط بين أجزاء كبيرة من القدس فهي تربط بين مركز المدينة والبلدة القديمة مع أجزاء أخرى من المدينة خاصة الشمالية منها. ويقطن في الحي ومركزه عشر عائلات رئيسية معروفة فيه ومشهورة.أما بالنسبة لشارع رابعة العدوية (الذي يتواجد فيه المؤسسات الصحية والدينية والمتاجر والمقامة على طول الشارع).
المساحة حسب معهد القدس للدراسات الإسرائيلية، تبلغ مساحة الطور، 2,000 دنم حاليا بعد مصادرة حوالي 6000 دونم من اراضيها عقب الاحتلال الإسرائيلي عام 1967.
تشتهر قرية الطور بزراعة أشجار التين والصنوبر والزيتون. أما بالنسبة للمياه فيستعين أهل القرية بمياه عين فارة التي تجري إليهم بالأنابيب وأيضاً يستعينون بمياه الأمطار.
يحد قرية الطور العديد من القرى والأماكن، فمن الجهة الشرقية يحدها المسجد الأقصى المبارك ومن الجهة الجنوبية تحدها أبو ديس والعيزرية، ومن الجهة الشمالية تحدها قرية العيساوية، أما من الجهة الغربية فيحدها المرج الأحمر وهو الذي أقيمت عليه مستوطنة للاحتلال الإسرائيلي وتعرف باسم «مستوطنة معالي أدوميم».
بنيت قرية الطور على أنقاض قرية رومانية تسمى بيت فاجي «بالآرامية تعني بيت التين».
تظهر القرية من القرن السادس عشر في سجلات الضرائب على أنها قرية كبيرة، وتطورت القرية في سنوات الانتداب البريطاني وازداد عدد السكان بثلاثة أضغاف وكان معظم السكان مسلمين مع وجود القليل من المسيحيين الذين يسكنون في المنطقة وخاصةً على ضوء العلاقة الدينية التاريخية مع المكان ومع كثرة الأديرة.
في عام 1888 للميلاد قام القيصر الروسي اسكندر الثالث ببناء كنيسة للروم وكانت تشبه الكرملين واطلق عليها اسم كنيسة مريم المجدلية. في فترة الحكم البريطاني اعتبرت هذه القرية على أنها جزء من منطقة بلدية القدس إلا أنه في فترة الحكم الأردني (1949-1967) لم يقوموا بشمل حدود هذه القرية على أنها جزء من بلدية القدس. في عام 1967 تم ضم المنطقة المبنية في القرية داخل منطقة نفوذ القدس وأيضاً وقعت هذه القرية تحت يد الاحتلال الإسرائيلي.

## التسمية
اكتسبت قرية الطور هذا الاسم من الفترات القديمة وتعود التسمية الى ما قبل فترة ميلاد السيد المسيح عليه السلام واسم القرية هو احد الأسماء ذات الأصل غير العربي في قرى القدس، والطور هي كلمة آرامية قديمة بمعنى الجبل وكانت القرية تعرف في الماضي باسم ( طور زيتا) بمعنى جبل الزيتون حيث ان زيتا تعني الزيتون في اللغة الآرامية ويطلق على قرية الطور في اللغات الأجنبية جبل الزيتون او (Mount of Olives ) كماه هو في اللغة الانجليزية وتعرف بهذا الا سم فقط، وهي ترجمة للاسم الارامي القديم. اما اهل القرية واهل القدس بشكل عام فقد أطلقوا عليها اختصارا اسم الطور، وهي من احدى قرى القدس التي تم تعريب اسمها بالإضافة الى قرى أخرى غيرها كذلك نلاحظ ذكر اسم قرية الطور في الوثائق العثمانية بدون ذكر ال التعريف حيث عرفت باسم طور او طور زيتا. يقول الباحث ناصر الدين أبو خضير من الملاحظ أن قريتي الطُّور والرام عربتا، بإضافة أل التعريف إليهما في فترة متأخرة، وما يؤكد ذلك أنهما وردتا في السجلات العثمانية من غير ال التعريف إذ نجد الاسم طور زيتا، فاختُصر مع كثرة الاستعمال إلى الطّور.
كذلك نلاحظ الانتشار لذكر معنى كلمة الطور في القران الكريم واختلاف الباحثين في الآراء حول هذا الموضوع حيث ان تفسير الآية من سورة التين: (وَالتِّينِّ وَالزَّيْتُونِّ وَطُورِّ سِّينِّينَ وَهَذَا الْبَلَدِّ الْأَمِّينِّ لَقَدْ خَلَقْنَا الْإِّنْسَانَ فِّي أَحْسَنِّ تَقْوِّيمٍ) وطور سنين قال كعب الاحبار وغير واحد هوالجبل الذي كلم الله عليه موسى عليه السلام 
وفي دراسات أخرى نلاحظ اختلاف تام في ذكر معنى اسم القرية حيث فسرها مصطفى مراد الدباغ في كتابة بلادنا فلسطين وقال ان جبل الزيتون (اسمه مأخوذ من شجر الزيتون الذي كان موجود فيه بكثرة) وكذلك قال ان الزيتون المذكور في الآية: (وَالتِّّينِّ وَالزَّيْتُونِّ وَطُورِّ سِّينِّينَ) هو جبل الزيتون عند بيت المقدس.
بلغ عدد سكان الطور والصوانة والشياح ما يقارب 24320 نسمة عام 2013 حيث يعتبر المجتمع في الطور فتيا حيث أن 38% من السكان تحت سن ال 15 وحوالي 46% بين سن 15 و 44.
وصل عدد الوحدات السكنية إلى 4203 وحدة عام 2013 وبلغ حجم هذه الوحدات 80 متر مربع، حث يعاني سكان الطور من أزمة سكن خانقة بسبب الكثافة السكانية العالية والاكتظاظ الكبير حيث هناك أيضا مناطق سكنية غير معترف بها ويبقى سكانها مهددين بشكل مستمر لهدم بيوتهم بسبب عدم الترخيص

## المواقع الأثرية والتاريخية

### مسجد الزاوية الاسعدية
مكون من عدة مباني وتقع بالقرب من كنيسة الصعود (والتي تعتبر مقدسة لدى المسلمين والمسيحيين). بنيت هذه المباني وأوقفت بإشراف شيخ الإسلام المفتي العام أسعد بن حسن التبريزي (1625-1570) الذي عينته الدولة العثمانية. وكان المسؤول الأول عن الوقف الشيخ الصوفي محمد بن عمر بن محمد العلمي (توفي سنة 1628) يأتي ذلك في إطار السياسة العثمانية لجذب المريدين حول الشيوخ الصوفيين من أجل وضعهم على الثغور مثل منطقة جبل الزيتون. يعتقد بأن الشيخ محمد العلمي كان صاحب كرامات وقد دُفن بالزاوية وقد جذب قبره الكثير من الحجاج والزائرين. كما استخدمت الزاوية لمبيت عابري السبيل والحجاج المسلمين خاصة الصوفيين منهم. وما زال أحفاد الشيخ العلمي مسؤولين عن الزاوية ويديرون الوقف حتى يومنا هذا.

### مسجدسلمان الفارسي
وأطلق عليه هذا الاسم نسبة للصحابي الجليل سلمان الفارسي، وهو أحد الصحابة الأوائل الذين أسلموا من بلاد فارس. شكل المسجد اليوم يعود إلى العام 1910، بعد أن كان المسجد لسنوات طويلة داخل مغارة، والمسجد عبارة عن طابق واحد ومئذنة بالأضافة إلى مقام للصحابي سلمان الفارسي.

### رابعة العدوية
وهو قبر موجود بالقرب من كنيسة الصعود ويرتبط بثالث نساء يُقتدى ّ بهن في الديانات التوحيدية الثلاث: خولدا النبية اليهودية والقديسة المسيحية بلجية وهي من القرن الخامس، والمسلمة أم الخير بنت إسماعيل العدوية وهي امرأة صوفية معروفة، القبر مبني أسفل الزاوية األسعدية والدخول إلى القبر من الشارع الرئيس. عائلة العلمي تحافظ على المكان وتشرف عليه مع الزاوية ألاسعدية.
الخدمات العامة
يوجد أربع مستشفيات في قرية الطور وهي:
- مستشفى جمعية المقاصد الخيرية الإسلامية
- مستشفى المطلع
- الهلال الأحمر (القدس)
- مستشفى الأميرة بسمة لذوي الاحتياجات الخاصة